# Девушки Зигфелда
Девушки Зигфелда — хор и танцы девушек в серии театральных постановок «Безумства Зигфелда» американского импресарио Флоренза Зигфелда, показанных на Бродвее в Нью-Йорке в первой четверти XX века, которые были основаны на парижском варьете Фоли-Бержер.

## История

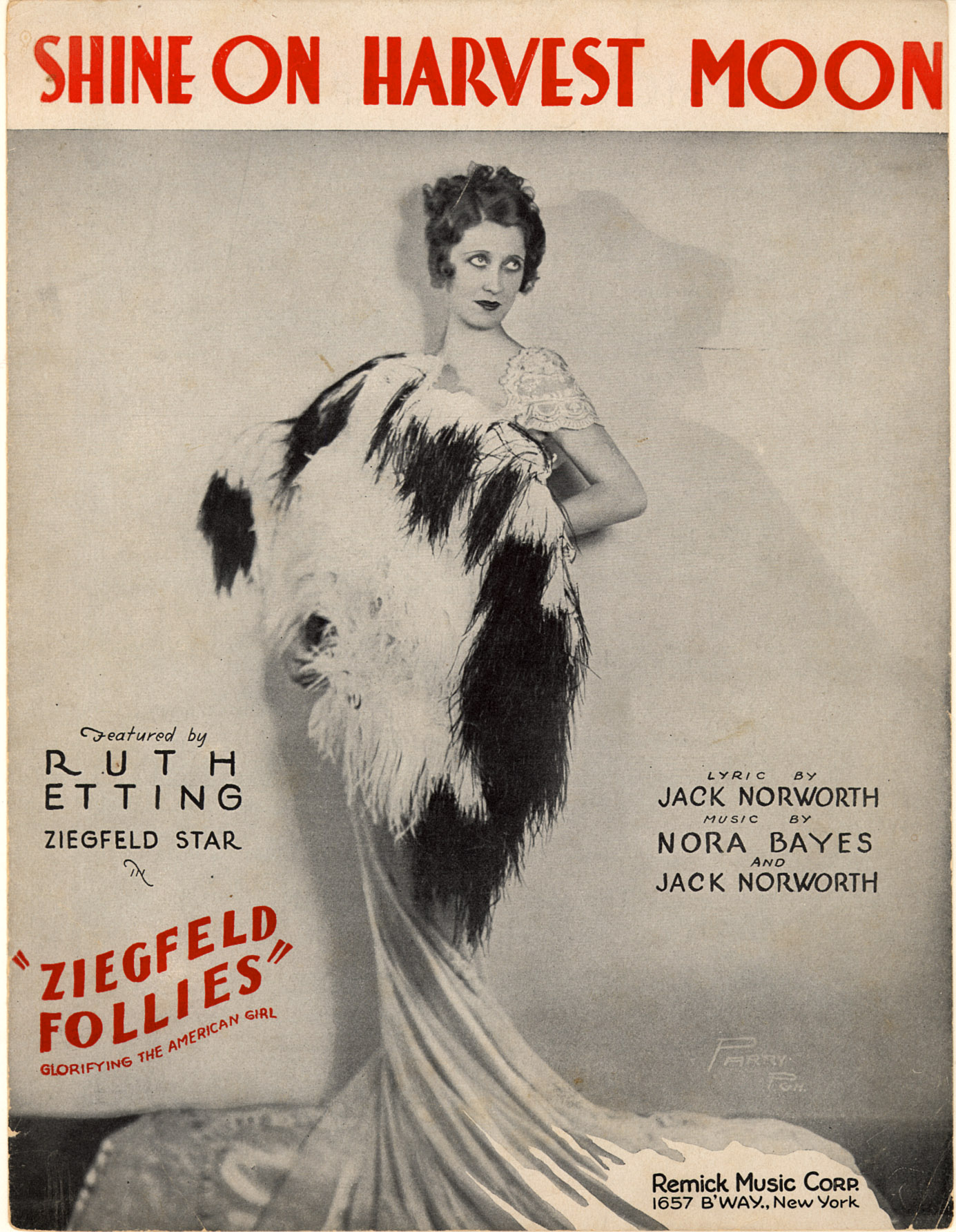
Рут Эттинг в Shine on Harvest Moon «Безумств Зигфелда»

Танцовщицы этого коллектива конкурировали с бродвейским мюзиклом Florodora, когда на американских подмостках появились женщины со стандартом женской красоты, созданным Чарльзом Гибсоном. Красавицы, облачённые в платья американского дизайнера русского происхождения Романа Тыртова, стали объектом мужского и народного поклонения. Некоторые из них покинули шоу, чтобы выйти замуж за состоятельных американцев.
Многие девушки начинали работать в этом шоу, но не все достигли большого успеха. За годы существования «Безумств Зигфелда» здесь выросли такие звёзды США, как Мэрион Дэвис, Бесси Лав, Ив Арден, Нита Нальди, Рут Эттинг и другие, включённые в голливудскую «Аллею славы». Одной из самых известных девушек Зигфелда была Лиллиан Лоррейн.
Интересно, что участница этого шоу Дорис Итон Трэвис прожила более 100 лет. Другая — Мона Парсонс, участвовала в Движения сопротивления в Голландии во время нацистской оккупации. Она была арестована гестапо и находилась в плену у фашистов. Её первоначальный приговор был расстрел, заменённый на пожизненные каторжные работы, но девушка сумела бежать.
В 1941 году в США был снят художественный фильм «Девушки Зигфелда» (англ.).